# Spathiphyllum
Spathiphyllum Schott, 1832 è un genere di piante monocotiledoni della famiglia delle Aracee, note col nome comune di spatifillo o pianta cucchiaio per la caratteristica forma della spata floreale.

## Descrizione
Raggiungono il metro di altezza, con i fiori riuniti in uno spadice avvolto in una spata bianca o verdastra. La loro particolarità è la totale mancanza di fusto: le foglie crescono infatti direttamente da un rizoma sotterraneo.

## Tassonomia
Il genere comprende le seguenti specie:
- Spathiphyllum abelianum A.Rojas & J.M.Chaves
- Spathiphyllum atrovirens Schott
- Spathiphyllum barbourii Croat
- Spathiphyllum bariense G.S.Bunting
- Spathiphyllum blandum Schott
- Spathiphyllum brent-berlinii Croat
- Spathiphyllum brevirostre (Liebm.) Schott
- Spathiphyllum buntingianum Croat
- Spathiphyllum cannifolium (Dryand. ex Sims) Schott
- Spathiphyllum cochlearispathum (Liebm.) Engl.
- Spathiphyllum commutatum Schott
- Spathiphyllum cuspidatum Schott
- Spathiphyllum diazii Croat
- Spathiphyllum dressleri Croat & F.Cardona
- Spathiphyllum floribundum (Linden & André) N.E.Br.
- Spathiphyllum friedrichsthalii Schott
- Spathiphyllum fulvovirens Schott
- Spathiphyllum gardneri Schott
- Spathiphyllum globulispadix Bogner & Nadruz
- Spathiphyllum gracile G.S.Bunting
- Spathiphyllum grandifolium Engl.
- Spathiphyllum grazielae L.B.Sm.
- Spathiphyllum humboldtii Schott
- Spathiphyllum jejunum G.S.Bunting
- Spathiphyllum juninense K.Krause
- Spathiphyllum kalbreyeri G.S.Bunting
- Spathiphyllum laeve Engl.
- Spathiphyllum lanceifolium (Jacq.) Schott
- Spathiphyllum lechlerianum Schott
- Spathiphyllum maguirei G.S.Bunting
- Spathiphyllum matudae G.S.Bunting
- Spathiphyllum mawarinumae G.S.Bunting
- Spathiphyllum minus G.S.Bunting
- Spathiphyllum monachinoi G.S.Bunting
- Spathiphyllum montanum (R.A.Baker) Grayum
- Spathiphyllum neblinae G.S.Bunting
- Spathiphyllum ortgiesii Regel
- Spathiphyllum patinii (R.Hogg) N.E.Br.
- Spathiphyllum patulinervum G.S.Bunting
- Spathiphyllum perezii G.S.Bunting
- Spathiphyllum phryniifolium Schott
- Spathiphyllum pygmaeum Bogner
- Spathiphyllum quindiuense Engl.
- Spathiphyllum schlechteri (Engl. & K.Krause) Nicolson
- Spathiphyllum schomburgkii Schott
- Spathiphyllum silvicola R.A.Baker
- Spathiphyllum solomonense Nicolson
- Spathiphyllum tenerum Engl.
- Spathiphyllum uxpanapaensis Matuda
- Spathiphyllum wallisii Regel
- Spathiphyllum wendlandii Schott
- Spathiphyllum zetekianum Standl.

## Usi
È spesso usata in vaso come pianta da appartamento. Tra le specie coltivate citiamo Spathiphyllum floribundum originario di Colombia, Ecuador, Panama e Venezuela, pianta perenne alta da 30 a 60 cm; Spathiphyllum wallisi originario di Panama, pianta perenne alta da 50 cm a 1,2 m a seconda della varietà, ha foglie lanceolate di colore verde-vivo lunghe circa 10–15 cm con un lungo e robusto picciolo di circa 15 cm, i fiori primaverili-estivi sono riuniti in una infiorescenza giallastra a spadice avvolta da una spata di colore bianco, in cima ad un peduncolo lungo fino a 50 cm.
Essa vive al meglio a mezz'ombra e necessita di poca luce, va annaffiata circa una volta alla settimana. 
Il terreno deve essere umido, ma per evitare marciumi radicali necessiterà di acqua solamente quando sarà asciutto.
Uno studio effettuato dalla NASA Clean Air Study ha concluso che piante come il genere Spathiphyllum hanno particolare capacità di depurare l'aria interna di appartamenti o locali chiusi, trattenendo in parte alcuni contaminanti tossici come il Benzene o la Formaldeide, comunemente presenti in molti prodotti di uso comune.

## Coltivazione
Richiede ambienti caldo umidi e ombreggiati con temperature minime invernali non inferiori ai 20 °C, nella bella stagione concimare 2 volte al mese con fertilizzanti liquidi, frequenti annaffiature estive, diradate d'inverno, spruzzature quotidiane delle foglie, rinvasare ogni 2-3 anni usando terriccio universale misto a torba, per gli individui di grandi dimensioni si preferisce praticare una potatura  delle radici anziché rinterrare.
Si moltiplica con la semina o la divisione dei cespi in primavera.

## Avversità
- L'eccesso di ristagno idrico provoca l'ingiallimento delle foglie;
- L'esposizione ai raggi solari diretti provoca macchie necrotiche sulle foglie esposte;
- Gli ambienti troppo umidi e con basse temperature possono favorire i marciumi radicali causati da funghi;
- È sensibile ad attacchi di afidi, acari e cocciniglia farinosa.
- È tossico se ingerito per cui è consigliabile tenerlo lontano da bambini e animali domestici. [4]